# Полосатый линзанг
Полосатый линзанг (лат. Prionodon linsang) — вид млекопитающих семейства Prionodontidae.

## Внешний вид
Длина тела составляет от 37,5 до 43 см, хвост — от 30,5 см до 35,5 см. Стройный, грациозный линзанг с мехом светло-серой или коричнево-серой окраски со спины украшен 4 или 5 поперечными чёрными полосами. На боках и лапах у него тёмные пятна.

## Распространение
Обитает в лесах Таиланда, Малайзии, Суматры, Калимантана.

## Образ жизни
Это ночное животное, большую часть времени проводит на деревьях, умело лазает и прыгает по ним. Вместе с тем он проворен и на земле.

## Питание
Питается птицами, маленькими млекопитающими, насекомыми, ящерицами и лягушками, а также птичьими яйцами.

## Размножение
Особенности размножения недостаточно изучены, но считается, что в год самка приносит потомство дважды. В помёте бывает от 2 до 3 детёнышей. Малыши рождаются в дупле дерева или в норе.